# Aartsbisdom Kingston
Het aartsbisdom Kingston (Latijn: Archidioecesis Regiopolitana) is een rooms-katholiek aartsbisdom met als zetel Kingston, in Canada. De aartsbisschop van Kingston is metropoliet van de kerkprovincie Kingston, waartoe ook de volgende suffragane bisdommen behoren:
- Peterborough
- Sault Sainte Marie

## Geschiedenis
Het aartsbisdom werd opgericht op 12 januari 1819, als het apostolisch vicariaat Upper Canada, uit delen van het nieuw verheven aartsbisdom Quebec. Op 27 januari 1826  werd het verheven tot bisdom en veranderde van naam naar bisdom Kingston. Het maakte geen deel uit van een kerkprovincie, maar viel direct onder de Heilige Stoel. Op 12 juli 1844 werd het onderdeel van de kerkprovincie Quebec en suffragaan aan het aartsbisdom Quebec. Op 18 maart 1870 wisselde het van kerkprovincie en werd suffragaan aan het aartsbisdom Toronto. Op 28 december 1889 werd het verheven tot metropolitaan aartsbisdom. 

## Parochies
Het aartsbisdom had in 2021 een oppervlakte van 16.500 km2 en telde 371.450 inwoners waarvan 36,4% rooms-katholiek was.

## Ordinarii

### Bisschoppen
- Alexander MacDonell (12 januari 1819 - 11 januari 1840)
  - Thomas Weld (coadjutor: 23 mei 1826 - 13 maart 1830)
  - John Larkin (coadjutor: 4 mei 1832; niet in bezit genomen)
  - John Murdoch (coadjutor: 8 maart 1833; niet in bezit genomen)
- Rémi Gaulin (14 januari 1840 - 8 mei 1857; coadjutor sinds 10 mei 1833)
- Patrick Phelan (8 mei 1857 - 6 juni 1857; coadjutor sinds 20 februari 1843, apostolisch administrator sinds 18 januari 1852)
- Edward John Horan (8 januari 1858 - 28 mei 1874)
- John O’Brien (12 februari 1875 - 1 augustus 1879)
- James Vincent Cleary (1 oktober 1880 - 24 februari 1898)

### Aartsbisschoppen
- Charles Hugh Gauthier (29 juli 1898 - 6 september 1910)
- Michael Joseph Spratt (17 juli 1911 - 23 februari 1938)
- Michael Joseph O’Brien (23 februari 1938 - 30 augustus 1943; coadjutor sinds 17 mei 1929)
- Joseph Anthony O’Sullivan (26 februari 1944 - 14 december 1966)
- Joseph Lawrence Wilhelm (14 december 1966 - 12 maart 1982)
- Francis John Spence (24 april 1982 - 27 april 2002)
- Anthony Giroux Meagher (27 april 2002 - 14 januari 2007)
- Brendan Michael O’Brien (1 juni 2007 - 28 maart 2019)
- Michael Mulhall (28 maart 2019 - heden)

## Galerij van afbeeldingen

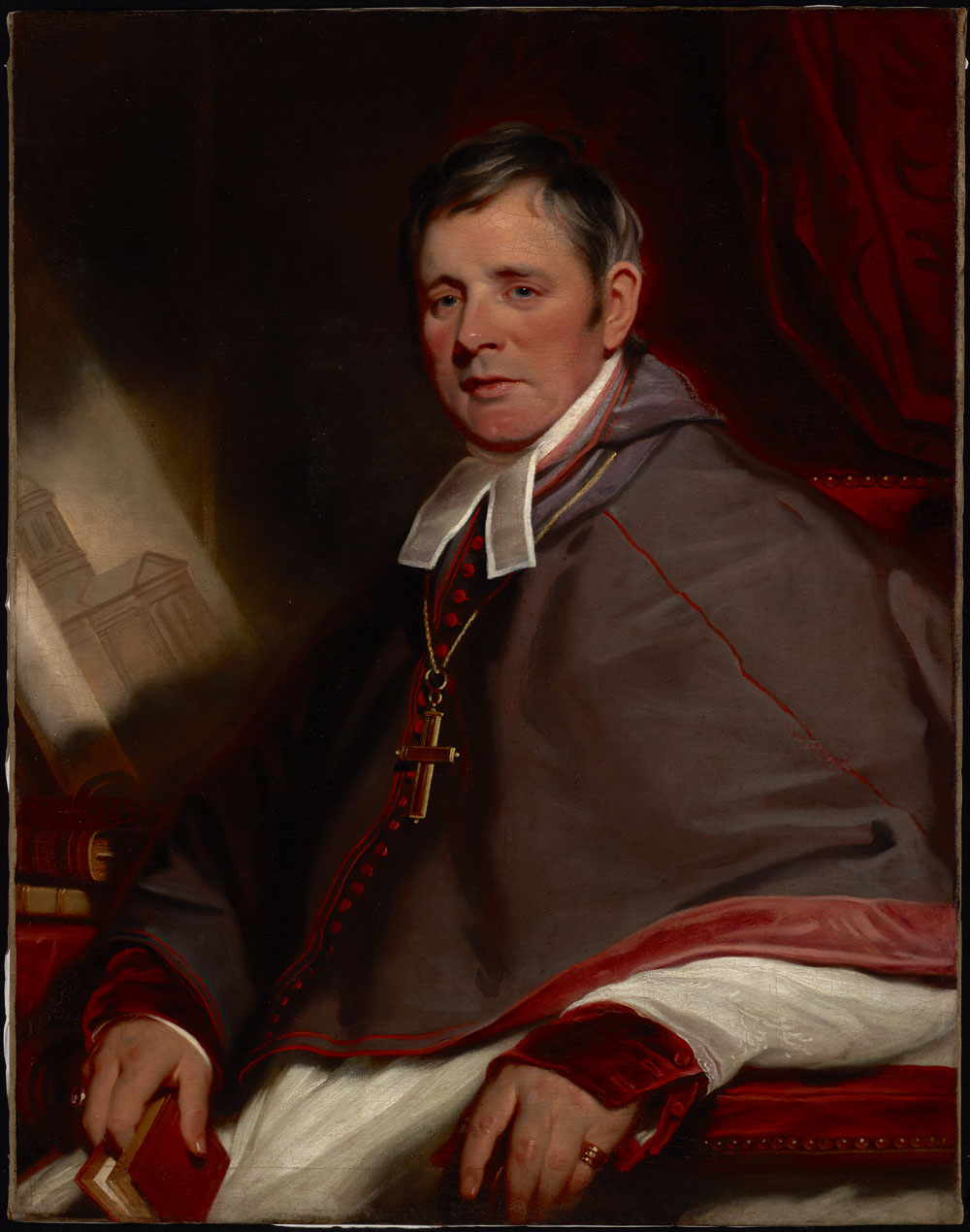
Alexander Macdonell, de eerste bisschop van Kingston
Kerkprovincie Kingston op een kaart van de Canadese bisdommen

Kingston (aartsbisdom) · Peterborough · Sault Sainte Marie